# Eschmun-Tempel
Der Eschmun-Tempel (arabisch معبد اشمون) ist ein phönizisches Heiligtum im Libanon, das auf das 6. Jahrhundert vor Christus zurückgeht. Geweiht war der Tempel dem Heil- und Fruchtbarkeitsgott Eschmun, der zugleich der Stadtgott der phönizischen Stadt Sidon war. Das Heiligtum liegt etwa einen Kilometer vom heutigen Sidon entfernt.

## Geschichte
Die Standortwahl beruhte vermutlich auf der Quelle, die beim Tempel entspringt. Der ursprüngliche Tempelkomplex ist noch immer gut zu erkennen. Zu sehen ist noch ein massives Kapitell. Außerdem erheben sich am Hang zwei Podeste, die eventuell für Opferrituale genutzt wurden. Ein Podest stammt aus dem 6. Jahrhundert vor Christus, das andere aus dem vierten Jahrhundert vor Christus.
Der älteste Bereich des Komplexes stammt aus dem 6. Jahrhundert vor Christus. Dabei handelt es sich um ein pyramidenförmiges Gebäude, das wohl unter dem damals herrschenden babylonischen Einfluss entstand.
Im 5. Jahrhundert nach Christus wurde der Tempel unter König Eshmunazar von Sidon und später von König Bodashtart weiter ausgebaut. Auf dem Gelände wurde in byzantinischer Zeit eine Kirche errichtet. Zusätzlich entstanden in der Zeit zahlreiche Mosaike.
Der Eschmun-Tempel gehört seit 1996 zur Vorschlagsliste als UNESCO-Weltkulturerbe.

## Nachweise
1. ↑  Der Eschmun-Tempel auf der Welterbeseite der UNESCO